# Fondazione Istituto Sacra Famiglia
Fondazione Sacra Famiglia è una organizzazione non profit che dal 1896 accompagna, cura e assiste bambini, adulti e anziani fragili, persone con disabilità psichiche e fisiche, con disturbi dello sviluppo e del comportamento come l’autismo, persone non autosufficienti che in età avanzata soffrono di malattie neurodegenerative o croniche. A tutti garantisce servizi sociosanitari di tipo ambulatoriale, domiciliare e residenziale in modo personalizzato.
La sacralità della vita, l’ascolto di tutti i bisogni, la solidarietà e l’umanità sono i valori che ne animano la missione: la persona fragile è sempre al centro del percorso di cura.
Ogni anno la Fondazione risponde alle necessità di migliaia di famiglie e persone fragili in Lombardia, Piemonte e Liguria. 

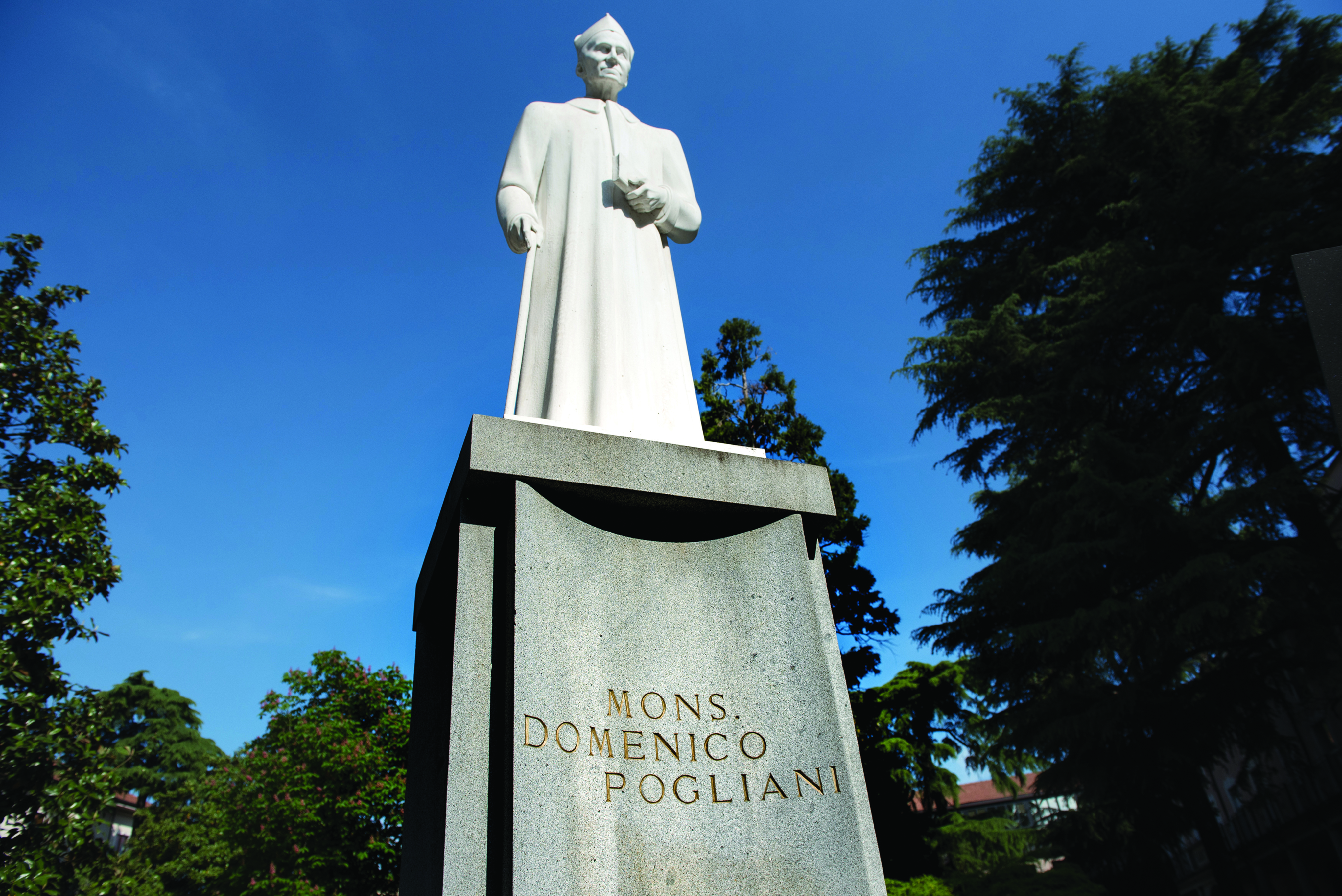
La statua di Don Domenico Pogliani domina il cortile della Sede di Sacra Famiglia a Cesano Boscone

## Storia
L'ente nasce nel 1896 per opera del parroco di Cesano Boscone, Monsignor Domenico Pogliani che accoglie i primi disabili in casa propria per poi, grazie all'aiuto di diversi benefattori, realizzare i primi edifici di quella che negli anni diventò la “cittadella” di Cesano Boscone, una città nella città, per garantire ai più fragili, all’epoca senza alcuna protezione sociale, una migliore qualità di vita. 
La legge Crispi del 1890 segna la nascita delle IPAB (istituti pubblici di assistenza e beneficenza) fra le quali rientra Sacra Famiglia, connaturandola come ente pubblico.
Nel 1916 viene riconosciuta come "ente morale".
Nel 1917 accoglie già 400 ospiti, segno del bisogno concreto cui si era rivolta l’iniziativa di don Pogliani.
Nel 1919 don Luigi Moneta diventa direttore. Sotto la sua guida Sacra Famiglia vive un notevole sviluppo: vengono aperti nuovi reparti, inaugurate le sedi di Intra e Premeno e si acquisiscono le case di Cocquio Trevisago e di Andora. A Cesano Boscone si svilupparono servizi per gli orfani, i più bisognosi e i disabili, quali una scuola, un teatro, officine, laboratori e un’azienda agricola (iniziative che aiutano l’integrazione sociale dei ragazzi e la sostenibilità dell’ente).

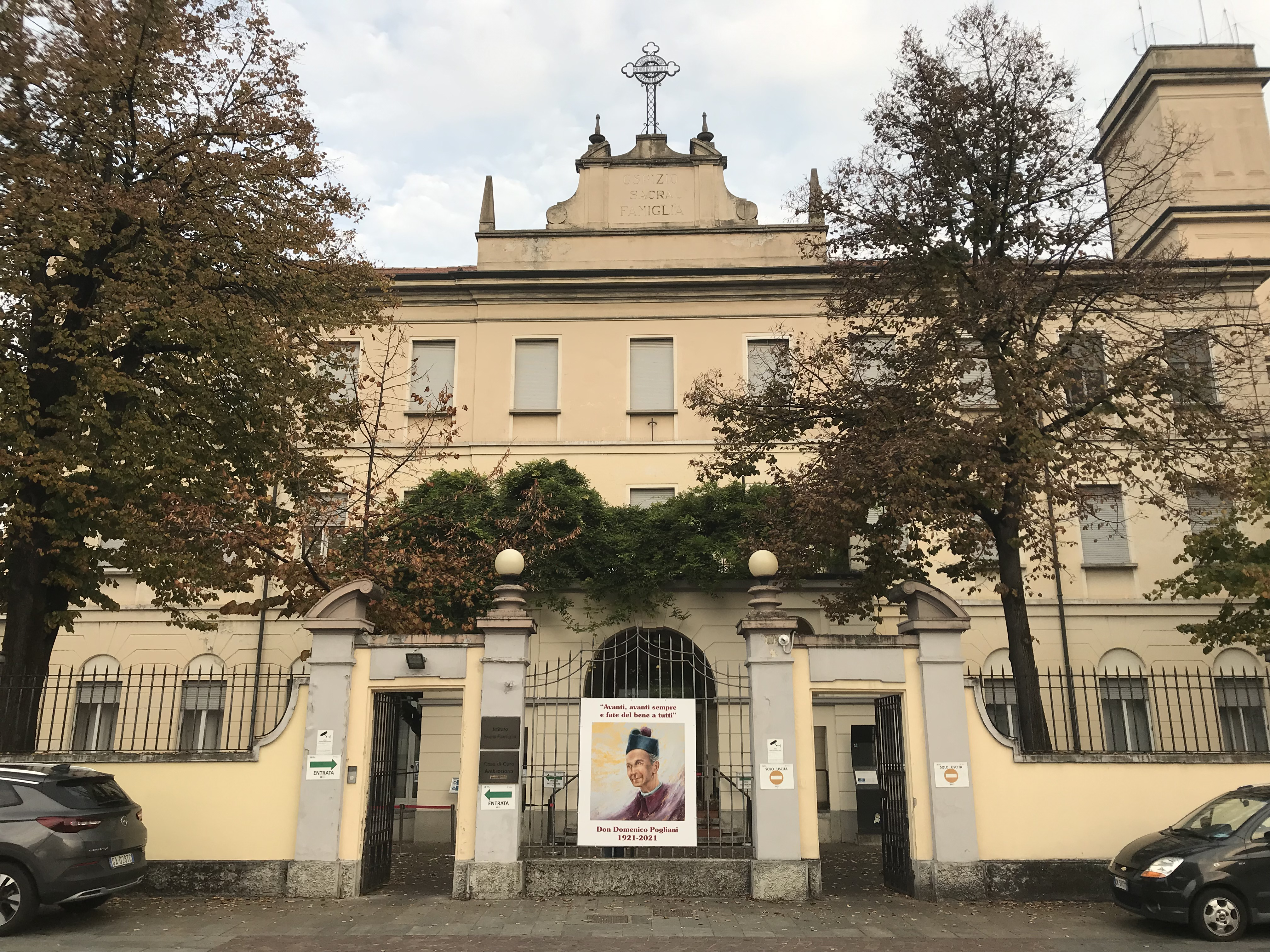
La Casa di Cura Ambrosiana di Cesano Boscone nel 2021, 100º anniversario della morte di monsignor Domenico Pogliani

Nel 1955 gli ospiti assistiti nelle varie sedi di Sacra Famiglia sono quasi 3500; 10 anni dopo viene aperta la struttura di Regoledo (1965). 
Nel 1968 viene costituita l'attuale Casa di Cura Ambrosiana (1968) - un ospedale per le fragilità e le disabilità che ha l'obiettivo di rispondere alle esigenze medico-chirurgiche dei pazienti ospiti della Fondazione che spesso non trovano, negli ospedali tradizionali, servizi adeguati ai propri bisogni.
Negli anni '70 nascono le scuole speciali e i corsi di formazione professionale, finalizzati all'inserimento socio-lavorativo degli ospiti. 
Nel 1997, quando la Corte di Cassazione dichiara l’incostituzionalità della legge Crispi, avviene il passaggio da IPAB a fondazione privata e viene scelto il regime fiscale di Onlus. 
Negli anni 2000 vengono aperte nuove strutture in Lombardia, tra cui le Comunità alloggio per disabili di Settimo Milanese, Buccinasco ed Albairate. Nel 2009 viene inaugurata una struttura destinata a utenti con disabilità acquisite (malattie degenerative e patologie invalidanti post traumatiche) e un hospice a Inzago. 
In anni più recenti, partono servizi in nuovi territori: si inaugurano gli alloggi protetti per anziani a Castronno, una comunità per minori e i servizi per l’autismo come il counseling e gli alloggi didattici.
Oggi la Fondazione continua la missione e il percorso tracciato dal suo fondatore ideando nuove risposte ai nuovi bisogni con progetti innovativi per la cura e la qualità della vita di bambini, adulti e anziani.

## Attività e servizi
Sacra Famiglia ha 23 sedi tra Lombardia, Piemonte e Liguria in cui eroga servizi in larga misura accreditati. 
Nel 2020 ha assistito 11.461 pazienti tra servizi diurni e residenziali, ed erogato oltre 64.475 prestazioni ambulatoriali e domiciliari. 
La fragilità in tutte le sue forme come bisogno dinamico e complesso necessita la predisposizione di una filiera di servizi e una presa in carico che mettano al centro la persona, seguendo l’evoluzione nel corso della vita con professionalità e umanità per preservare l’autonomia e per garantire la migliore qualità di vita possibile in ogni situazione.
Disabilità congenite, disabilità acquisite, disturbi psichiatrici e del comportamento (tra cui l’autismo), malattie neurodegenerative e problematiche relative al mondo degli anziani: sono queste le aree di intervento di Sacra Famiglia che mette in campo un’ampia gamma di servizi di carattere sanitario/ospedaliero, abilitativo/riabilitativo, in ambito residenziale, semiresidenziale, ambulatoriale e domiciliare.
A tal fine la Fondazione dispone di oltre 1500 posti letto e impiega 1800 collaboratori tra medici, operatori socio assistenziali, terapisti, infermieri, educatori, assistenti sociali, psicologi e personale direttivo. I volontari sono oltre 990.